# Telge Nät
Telge Nät är ett av Södertälje kommuns helägt dotterbolag som ingår i Telgekoncernen. Telge Nät ansvarar för kommunens nät för fjärrvärme, fjärrkyla, stadsnät, vatten och avlopp. Bolaget ansvarade tidigare även för kommunens elnät.

## Historik
I slutet av 1800-talet anlades Gasverket i Södertälje. Elverket invigdes 1908. 1916 anslöts Södertälje till Kungl Vattenfallsstyrelsens ledningsnät och då anslöts stadens industrier. Drygt tio år senare hade nästan alla hushåll elektricitet eller gas – vedspisen fanns i bruk en bra bit in på 1920-talet då elkraften till en början uteslutande användes för belysning. 
På 1970-talet hade Södertälje allvarliga problem med förorenad luft. Genom en konsekvent utbyggnad av fjärrvärmen har utsläppen minskat och luften förbättrats med över 80 procent.
Södertälje kommuns vatten- och avloppsrening ingår sedan april 2004 i Telge Nät.
Telge Nät startade arbetet att bygga Södertälje stadsnät våren 2005. Stadsnätet är ett snabbt optiskt bredbandsnät som knyter ihop fastigheter, villaområden, myndigheter och anläggningar. Nätet är öppet och ger kunden valfrihet att själv välja leverantör.

## Telge Elnät
Telge Elnät är elnätsföretaget som ansvarar för eldistributionen i Södertälje och Nykvarn.
Telge Nät bildade det nya bolaget Telge Elnät hösten 2024 för att följa EU:s Clean Energy Package, som kräver separation av elnätsdrift från annan infrastruktur och produktion. Omstruktureringen, som genomfördes i enlighet med EU:s regler från 2023, innebär att elnätsdriften nu bedrivs i Telge Elnät, medan Telge Nät fortsatt hanterar faktureringen på uppdrag av det nya bolaget.
Telge Elnät är ett dotterbolag inom Telgekoncernen och övertog verksamheten från Telge Nät. Bolaget leds av samma vd och styrelse som Telge Nät.